# ППС-43
ППС-43 (на руски: Пистолет-пулемёт Судаева 43 года) – картечен пистолет, разработен от руския/съветския конструктор Алексей Судаев в 1942 година. За първи път се появява на въоръжение в армията на СССР по време на Германо-съветската война – 1943 година. Често е смятан за най-добрия автомат на Втората световна война .
По-късно се взема на въоръжение в страните членки на Варшавския договор и съюзници на СССР в Африка и Азия, бил е на въоръжение и в Австрия. Произвеждан е в Китай /тип 54/, Северна Корея, Западна Германия и Испания /DUX-53/.
Главните отличителни черти на ППС-43 са неговата висока надеждност и боева характеристика, простота на обслужване и високата технологичност.